# Werner Boy
Werner Boy (4 mai 1879 à Barmen, Empire allemand – 6 septembre 1914 près de Vitry-le-François, France) est un mathématicien et physicien allemand.

## Biographie
Werner Boy est le découvreur éponyme de la surface de Boy — une projection tridimensionnelle d'un plan (surface) projectif réel sans la formation d'une singularité, la première de la sorte. Il l'imagine en 1902, suivant ce qu'en dit son maître David Hilbert qui essaye quant à lui d'en réfuter l'existence. Sans ordinateurs, Boy ne peut alors pas visualiser un modèle paramétrique de la forme — le Français Bernard Morin ne le pourra qu'en 1978.
Alors qu'il est toujours étudiant, il disparaît de son établissement. Il est mort en tranchée durant les premières semaines de la Première Guerre mondiale.